# Chiesa di San Marcellino (Genova, San Teodoro)
La chiesa di San Marcellino è una chiesa parrocchiale cattolica di Genova, sita nel quartiere di San Teodoro, in Via Bologna, 8

## Storia

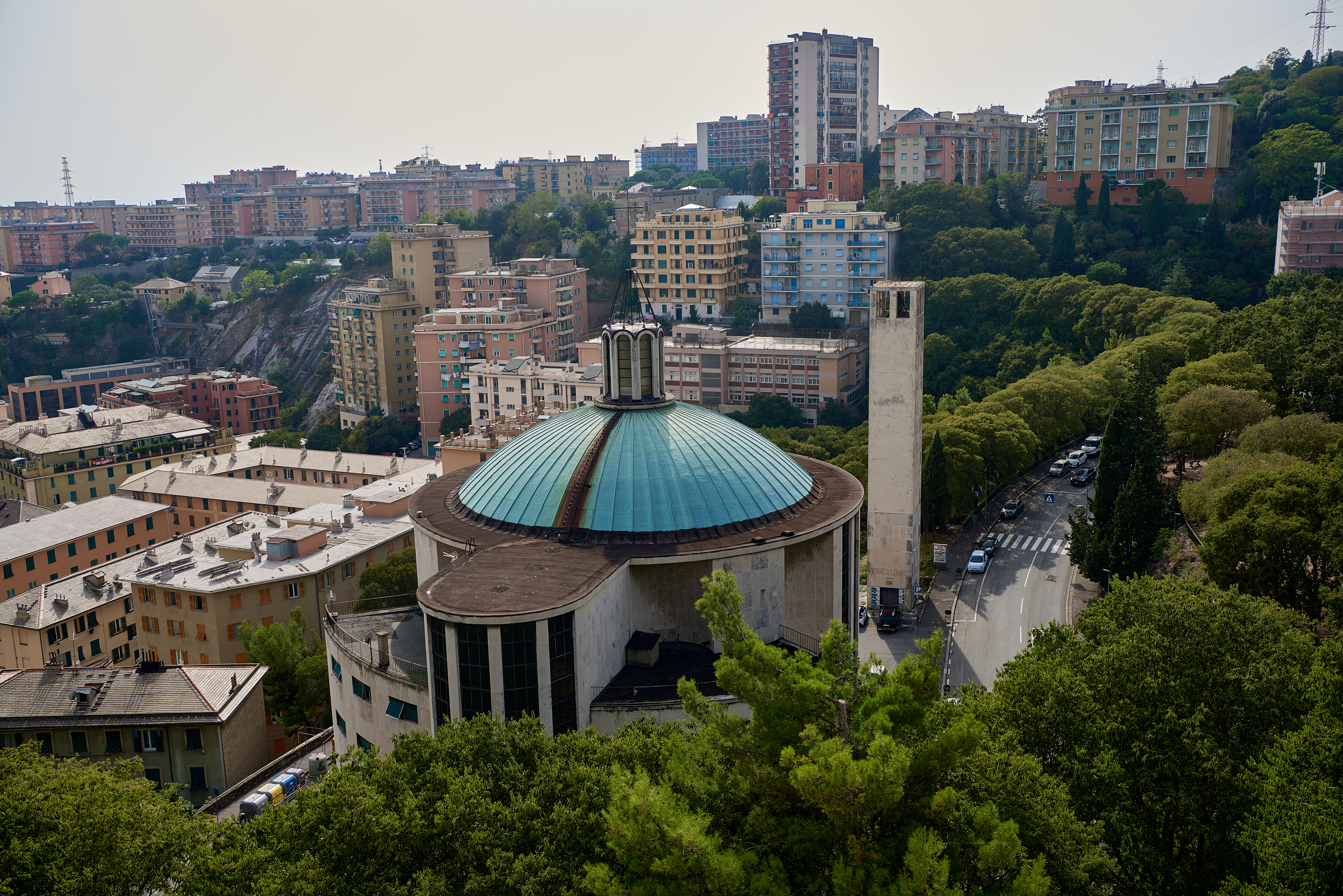
Veduta del complesso verso nord ovest

Veduta del complesso verso nord est

Secondo gli archivi ecclesiastici, un piccolo edificio di culto dedicato a San Marcellino insisteva in quest'area sin dal quarto secolo, per poi essere riedificato in chiesa dai lombardi nel corso del sesto secolo.
La chiesa fu data fu data in gestione ai monaci di San Siro nel 1019 e poi, dopo un periodo di declino, riqualificata nel 1472.
La moderna chiesa fu ricostruita fra il 1934 e il al 1936 su progetto di Luigi Daneri, in un'area differente dall'edificio originario, e con un'architettura in stile marcatamente razionalista.
Il campanile venne compiuto nel 1953.

## Descrizione
L'edificio, a pianta circolare, sorge all’interno di uno dei tornanti di via Bologna, in un’area collinare.
L'ingresso, posto sul lato occidentale, è accessibile attraverso un piazzale posto alla quota superiore del tornante, ed è evidenziato da un pronao monumentale a tutta altezza.
Il volume della chiesa, di forma cilindrica scandita da grandi nicchie, è rivestito in lastre di pietra bianca di Finale ed è coperta da una cupola in calcestruzzo armato progettata da Pier Luigi Nervi e conclusa superiormente da una lanterna in pietra.
L'interno, segnato da forti giochi di luce, ha carattere spoglio e severo; elemento focale è un grande crocifisso ligneo sospeso sopra l’altar maggiore.
Il campanile, in posizione isolata antistante alla chiesa, possiede gli stessi caratteri architettonici.